# Рибосомний білок S12
Рибосомний білок S12 (англ. Ribosomal protein S12) – білок, який кодується геном RPS12, розташованим у людей на короткому плечі 6-ї хромосоми.  Довжина поліпептидного ланцюга білка становить 132 амінокислот, а молекулярна маса — 14 515.
| 10         |  | 20         |  | 30         |  | 40         |  | 50         |
| ---------- |  | ---------- |  | ---------- |  | ---------- |  | ---------- |
| MAEEGIAAGG |  | VMDVNTALQE |  | VLKTALIHDG |  | LARGIREAAK |  | ALDKRQAHLC |
| VLASNCDEPM |  | YVKLVEALCA |  | EHQINLIKVD |  | DNKKLGEWVG |  | LCKIDREGKP |
| RKVVGCSCVV |  | VKDYGKESQA |  | KDVIEEYFKC |  | KK         |  |            |

A: Аланін

C: Цистеїн

D: Аспарагінова кислота

E: Глутамінова кислота

F: Фенілаланін

G: Гліцин

H: Гістидин

I: Ізолейцин

K: Лізин

L: Лейцин

M: Метіонін

N: Аспарагін

P: Пролін

Q: Глутамін

R: Аргінін

S: Серин

T: Треонін

V: Валін

W: Триптофан

Цей білок за функціями належить до рибонуклеопротеїнів, рибосомних білків. 
Локалізований у цитоплазмі.